# بحر الأمطار

البحار القمرية على سطح القمر.

بحر الأمطار هو بحر قمري واسع. وقد تشكل هذا البحر بعد أن غمرت الصهارة فوهة صدمية كبيرة تشكلت نتيجة اصطدام كويكب بعرض 250 كم بسطح القمر قبل حوالي 3.8 مليار سنة، ويعرف أيضا باسم العين اليمنى من «وجه القمر».
تملك البحار القمرية عموماً تضاريس أقل من مناطق القمر الأخرى، وذلك يَعود إلى أنها تشكلت بفعل تدفق الحمم المنصهرة إلى فوهات مما جعل سطحها أملساً نسبياً، لكن مع هذا فإن سطح بحر الأمطار ليس مستوياً بمقدار ما كان في السابق بسبب التأثيرات التي خضع لها سطحه بعد تكونه.
إن قطر بحر الأمطار البالغ 1146 كيلومتراً يَجعل منه ثاني أكبر بحر قمريّ بعد بحر السحب مباشرة، ويَجعله أيضاً أكبر بحر قمري مترافق مع حوض اصطدام. هبطت مركبة أبولو 15 في المنطقة الجنوبية الشرقية من بحر الأمطار أثناء رحلتها، وقد كان موقع هبوطها الدقيق قرب «جبال أبناين».
إن بحر الأمطار مُحاط بثلاث حلقات جبلية وأبعد حلقة من الجبال، رفعها اصطدام قديم هائل نتيجة القوة التي ولدها لكي تكون جبالاً بعد أن خلف حفرة بينها. يَبلغ قطر الحلقة الخارجية من الجبال 1300 كيلومتر، وهي مُقسمة إلى سلاسل جبلية عديدة، بما في ذلك جبال كارباتوس في الجنوب وجبال أبناين في الجنوب الشرقي وجبال كاوكاسوس في الشرق. حلقة الجبال هذه ليست مُمتدة إلى الشمال والغرب، ويَبدو ببساطة أن ارتفاعها إلى هذا المستوى لم يَكن بسبب اصطدام بحر الأمطار. تتألف الحلقة الوسطى من الجبال من جبال الألب والمناطق الجبلية القريبة من فوهتي أرخميدس وبلاتو. أما الحلقة الجبلية الداخلية (التي يَبلغ قطرها 600 كم) فقد كانت مطمورة إلى حد كبير تحت بازلت بحر الأمطار تاركة تلالاً صغيرة فقط تبرز عبر سهول البحر وسلاسل من النتؤات تكوّن شكلاً دائرياً تقريباً.
ترتفع جبال الحلقة الجبلية الخارجية لارتفاع 7 كيلومترات تقريباً فوق مستوى سطح بحر الأمطار. يُعتقد أنه يَبلغ عُمق البحر 5 كيلومترات، مما يَجعلُ عُمق الحوض 12 كيلومتراً بالمجمل: فيُعتقد أن الفوهة الأصلية التي خلفها اصطدام بحر الأمطار كان عُمقها يَصل إلى 100 كم، لكن أرضية الحوض ارتفعت إلى الأعلى مُجدداً بعد ذلك.